# Roger Lane-Nott
Roger Charles Lane-Nott, född 3 juni 1945, är en brittisk före detta officer som tjänstgjorde i Storbritanniens flotta. Han gick med flottan 1963 och var befälhavare för ubåtarna Walrus, Swiftsure och Splendid samt fregatten HMS Coventry. Han arbetade också för Storbritanniens försvarsministerium under andra halvan av 1980-talet. På 1990-talet blev han först stabschef för den som var flaggman för flottans ubåtar och blev senare själv befordrad till att vara det och fick då ansvaret för samtliga Nato-ubåtar i Östeuropa. Lane-Nott var samtidigt stabschef till flottans befälhavare. I slutet av 1995 lämnade han flottan som konteramiral.
Han blev året därpå utsedd till att vara tävlingschef för den internationella motorsportserien Formel 1, en position som blev tillgänglig efter att Roland Bruynseraede lämnade efter att ha blivit åtalad för dråp av den legendariska Formel 1-föraren Ayrton Senna. Senna hade, två år tidigare, förolyckats vid San Marinos Grand Prix i Imola i Italien. Lane-Nott blev dock kortvarig som tävlingschef och avgick den 18 november. Efter det arbetade han inom det brittiska näringslivet fram tills han gick i pension 2014.